# Willem Witteveen
Willem Johannes Witteveen (ur. 5 maja 1952 w Rotterdamie, zm. 17 lipca 2014 w Hrabowych na Ukrainie) – holenderski prawnik i polityk, deputowany Eerste Kamer (wyższa izba holenderskiego parlamentu) z ramienia Partii Pracy (PvdA).
Był synem Johana Witteveena, wicepremiera i ministra finansów Holandii. Od 1990 Willem Witteveen był profesorem prawa na Tilburg University, specjalizował się w teorii prawa i retoryce. W Eerste Kamer zasiadał od 15 stycznia 2014, do śmierci. Zginął w katastrofie lotu Malaysia Airlines 17 w dniu 17 lipca 2014 na Ukrainie. Wraz z nim zginęła jego żona i córka.